# 이바 비토바
이바 비토바(Iva Bittová, 1958년 7월 22일 ~ )는 체코의 아방가르드 바이올린 연주자, 가수, 작곡가, 배우이다. 1996 안델상 최고 여자가수상, 2008 선 인 어 넷상 여우주연상 수상자이다.